# A miskolci színjátszás története

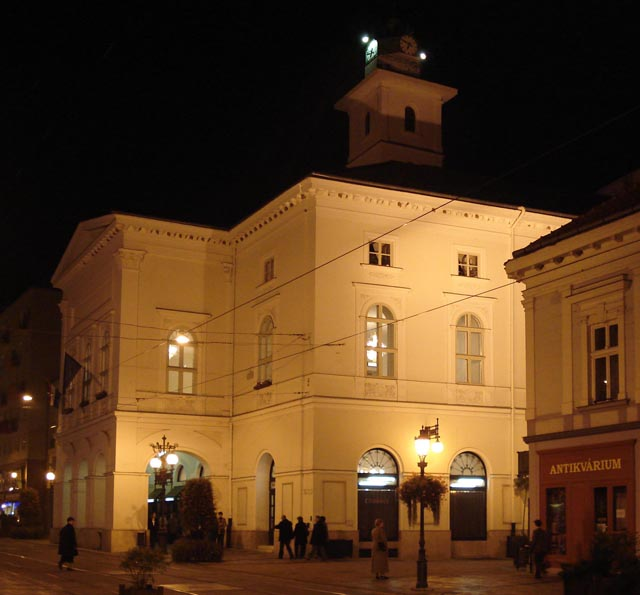
A Miskolci Nemzeti Színház épülete

Miskolc színházi élete 1800-ban kezdődött, amikor Kolozsvárról idejött Wesselényi Miklós színtársulata. A következő trupp Benke József vezetésével érkezett, és ennek a társulatnak Déryné Széppataki Róza is tagja volt. A miskolci polgárok szerették a színházat, megszerették a színészeket, akik jól érezték magukat a városban. Amikor a csoport továbbállt, a városnak hiányzott a színház, és elhatározták egy állandó kőszínház építését. A színházépületet 1823-ban adták át Kisfaludy Károly A tatárok Magyarországon című darabjával. Ez a színház, amely a mai Magyarország első kőszínházának számított, 1843-ban leégett, és helyette egy újat, nagyobbat építettek. Ennek az épületnek az ünnepélyes felavatása 1857-ben volt, a díszvendégek István főherceg, Jókai Mór és Laborfalvi Róza voltak. A Miskolci Nemzeti Színház első direktora Latabár Endre, a Latabár színészdinasztia alapítója lett. A színház működésére hullámhegyek és hullámvölgyek voltak jellemzőek, a teátrum történetének kiemelkedő vezetői nevéhez komoly sikerek, országos elismertség kapcsolódtak.
A miskolci színházi életet érdemben nem lehet a műkedvelő színjátszás nélkül tárgyalni. A miskolci amatőrök már a 18. század közepén színre léptek, a Vasas Jószerencse Dal- és Önképzőkör pedig 1887-ben alakult meg. Az amatőrök a 2000-es években is jelen vannak, több sikeres amatőr csoport működik a városban.

## A kezdetek

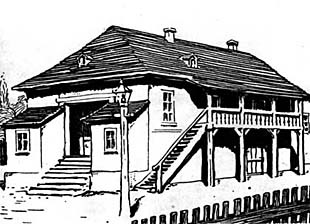
Telepi Györgynek a leírások alapján készült rajza az első színházépületről

Amikor II. József 1784-ben a németet tette meg a birodalom hivatalos nyelvévé, a magyar nyelv elismertetéséért szinte azonnal megindult a küzdelem. Ebben egyes politikusok és a kultúra képviselői játszották a főszerepet. A magyarság nyelvének a „visszaszerzése” azonban meglehetősen hosszú küzdelem után valósulhatott meg. Széchenyi István például csak 1825-ben jegyezhette be a naplójába: „a felsőházban magyarul beszéltem” – ez volt az első alkalom. A színészek az 1790-es évektől vállalták fel a magyar nyelv terjesztésének az ügyét. Kolozsvárott az Erdélyi Magyar Nemes Színjátszó Társaság már 1792 decemberében megtartotta első előadását, és ezt követően, viszonylag rövid idő múlva, 1821. március 12-én felavatták az ország első kőszínházát, a magyar nyelvű színjátszás fellegvárát. Ezt megelőzően – és ezután is – magyar vándor színtársulatok járták az országot, az ekhós szekerek voltak közlekedésük nélkülözhetetlen eszközei.
Miskolcra 1800-ban érkezett Wesselényi Miklós erdélyi színtársulata. A városban ebben az időben tizenötezer főnyi lakosság élt, egyharmaduk nemes ember volt, szívesen fogadták a színészeket. 1811-ben Pestről jött egy színtársulat, majd 1815-ben Benke József társulata érkezett. A vándortársulatok elsősorban a Korona Szálló kertjében és a Sötétkapu melletti Csizmadia-színben játszottak. Benke még ebben az évben végleg Miskolcra költözött, itt élt és itt halt meg. A Benke-féle társulatnak már akkor neves tagja volt Déryné Széppataki Róza, aki később szintén itt telepedett le, és ő is Miskolcon hunyt el. A színésznő naplójából sok értékes ismeret birtokába juthat az olvasó Miskolccal való ismerkedéséről. Dérynét Pesten kifejezettel óvták Miskolctól. A társulat érkezéséről így írt, amikor a Csabai vagy a Mindszenti kapun keresztül közelítették meg Miskolcot: „Egyszerre a városban találtuk magunkat. Már akkor minden ház ablakából gyertyavilág özönlött felénk, alacsonyabb, magasabb házakból egyaránt. Szép este volt, s bár késő, de mégis sok csinos nép sétált az utcákon. Ez már mindjárt más hangulatba emelt bennünket. De hová szállunk? Lesz-e itt oly épület, hol ennyi szekér beállhat: tizenkét szekérnek sok hely kell.” A társulat a Korona szálló udvarán ütött tábort. „… igen csinos, illedelmes ifjakat és férfiakat (láttam). A Korona előtt, de csak az után, a nők akik sétáltak, mind megállottak. Ez így tartott egy ideig, és gondolám, hiszen itt urak vannak, ez víg város, itt jó lesz nekünk” – írta a továbbiakban. Első előadásuk a Tündérkastély Magyarországon című vígjáték volt.
A színjátszás iránti helyi érdeklődés, a színészek szeretete oda vezetett, hogy a város 1815-ben határozatban nyilvánította ki akaratát, miszerint „… Miskoltzon, mint Magyar Nyelven beszéllő … vidék közepén fekvő népes mező városban, állandó játékszínt építeni és ki is nyitni akarunk.” Mindezt azért, hogy a magyar nemzetet „…a más Európai pallérozott Nemzetségek sorába emelje”. Az ünnepélyes alapkőletétel 1819-ben volt, s a színházat 1823. augusztus 24-én nyitották meg, amely a mai Déryné utcában, az akkori Boldogasszony utca 3. szám alatt, a mai színházépület mögötti telken állt. A megnyitón Kisfaludy Károly A tatárok Magyarországon című darabját adták elő. A ház a mai Magyarország első kőszínháza volt, és a dátum akár szimbolikusnak is tekinthető: 1823-ban született Petőfi Sándor és Madách Imre, és ebben az évben fejezte be Kölcsey Ferenc a Himnuszt. A színészet nagy pártfogója volt Széchenyi István, aki 1827-ben megalapította a Miskolci Kaszinót is, ezt írta: „ámbár nagyon szomorú az, hogy olly nagy Hazánkban csak Miskolcon áll egy olly intézet, a melly a nagy célnak megfelelend … mégis örül a szívem, hogy valahol már a kezdet megvagyon”. Az épület végleges színpada is Széchenyi támogatásával készült el 1828-ban, és ebből az alkalomból A sevillai borbélyt mutatták be. A díszleteket a kolozsvári színjátszók vezetője, Wesselényi Miklós kölcsönözte a színháznak. A színház díszleteit egyébként általában Wándza Mihály festette, aki színészként is fel-fellépett.
A Honművész újságírója 1933-ban így írt a színház épületéről: a miskolci színház „fedele fenyőzsindely, felső padlazatja gyalult deszka, elején mindjárt a bemenetelnél két kis kamra, egyik a pénztárnak, a másik a cukrász számára. Eleinte nem volt benne se karzat, se loge (páholy), hanem később Vay Ábrahám úr, Borsodnak elfelejthetetlen akkori alispánja szinte a maga költségén bevonatta az oldal mellékeket 32 páhollyal, felül kerítvén azokat egy karzattal, két és egyszeres lócákkal”. E leírás alapján készítette el Telepi György a színház feltételezett rajzát, de ezt a kialakítást a későbbi régészeti feltárások nem teljesen igazolták.

## Az új színház

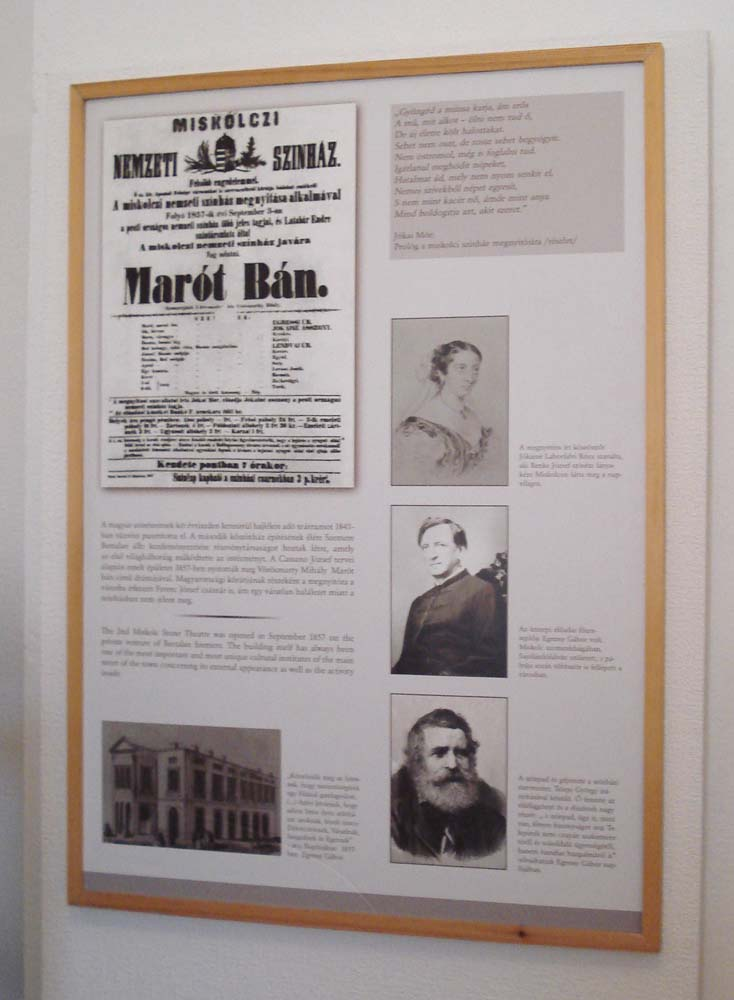
A Marót bán bemutatójáról készült poszter a Színészmúzeumban

A színházépület az 1843-as nagy miskolci tűzvészben – sok más jeles építménnyel és lakóházzal együtt – elpusztult. Az új, mai színház alapkövét 1847-ben tették le a régi szomszédságában (a régi színházépület helyén, részben annak falait magában foglalva, áll ma a Színháztörténeti és Színészmúzeum). A színházépítés költségeit a Szemere Bertalan alispán által szervezett részvénykibocsátás fedezte. A színház Giuseppe Cassano (Cassano Józsefként írt alá) tervei alapján készült, és 1857. szeptember 3-án avatták fel. Az új színház első igazgatója Latabár Endre volt, akinek társulata Vörösmarty Mihály Marót bán című művét mutatta be (de az Egy pohár vízzel és a Cárnővel is készültek). Ekkor kapta meg a teátrum a Ferenc Józseftől származó „felsőbb engedelemmel” a Miskolci Nemzeti Színház nevet. A nyitásra Miskolcra érkezett a király is, de egyik híve halála miatt nem vett részt az előadáson. A bemutató előadáson Marót bánt  „Egressi úr”, Idát, a hitvesét „Jókainé asszony”, Bod hadnagyot „Lendvai úr” játszotta, a megnyitási „szavallatot” pedig Jókai Mór írta, és a felesége mondta el. A színház előfüggönyét (kortináját) Telepi György festette, a diósgyőri várat ábrázolta. A korabeli megemlékezések szerint igen szép volt, kár, hogy nem maradt meg. Ő festette a díszleteket is, de ugyancsak Telepi munkája volt a színpad és gépezete.
Az új színházépület nem nyerte meg a közönség és a színészek tetszését, és a sajtó is szívesen foglalkozott a negatívumokkal: „a miskolczi színház, úgy a hogy az van, még a legszerényebb igényeknek sem felel meg” – írta az egyik lap. A ma is látható tűztornyot 1884-ben építették a tetejére, majd 1925-ben Vágó László tervei alapján javítottak a használhatóságán: a nézőteret 400 hellyel megnövelték, parkettázták az épületet, tágas oszlopcsarnokot és büfét, cukrászdát alakítottak ki benne. A következő rekonstrukció az 1950-es évek közepén zajlott. A terveket Bene László és ifj. Horváth Béla készítették. Az átalakítás időtartamára a színház Diósgyőr-Vasgyárban, a kolónia „lovardának” csúfolt épületében (valójában munkásétteremnek épült, majd 1945 után filmszínházként működött) tartotta előadásait. A társulat 1959. december 10-én tért vissza a megújult színházépületbe.
A következő nagyszabású átalakítás Bodonyi Csaba építész tervei szerint valósult meg 1991 és 1997 között. Ennek eredményeként a nagyszínházon kívül négy további játszóhelyet alakítottak ki, amivel Európa egyik legkorszerűbb színházi együttese alakult ki. E fejlesztések eredményeként jöhetett létre a Bartók+… operafesztivál, amivel Miskolc lett az első operai fesztiválváros Magyarországon. 1823-tól, az első kőszínháztól idáig ível a történet.

## Fejezetek a színház korszakaiból
A miskolci színháznak, mint minden más hasonló intézménynek, voltak fontos időszakai, amelyek többnyire egy-egy kiemelkedő színházi társulatépítő szakemberhez, igazgatóhoz, rendezőhöz kapcsolódtak. Az alábbi pontok ebből adnak vázlatos áttekintést, mindegyik korszakhoz egy nevet rendelve.

### Latabár Endre

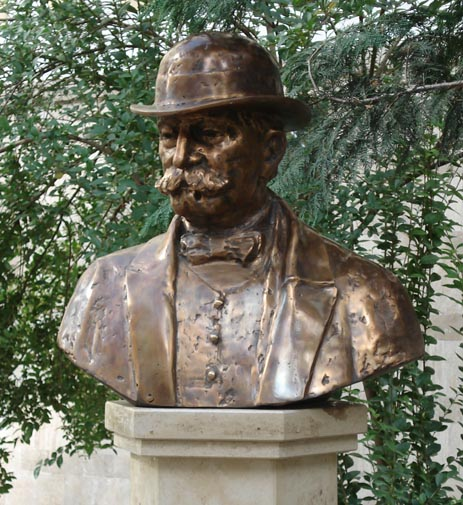
Latabár Endre szobra a színház Déryné-udvarában (Varga Éva alkotása)

Az első fontos személyiség Latabár Endre volt, aki négyszer is volt a színház direktora, megszakításokkal, 1857 és 1872 között. Latabár kiváló színházi tehetség volt, prózai darabokban fiatal gavallérokat, komikus szerepeket játszott, mindazonáltal remek zenei képességei voltak, szép csengésű tenorja révén operák ünnepelt szereplője is volt, erről Déryné is elismeréssel emlékezett meg. Egy idő után azonban jobban kezdték érdekelni a rendezői, énekmesteri, karmesteri és színházvezetési feladatok, s erre – a tagadhatatlanul bohém környezetben – konszolidált életvitele is alkalmassá tette. Társulatában olyan kiválóságok szerepeltek, mint Szentgyörgyi István, Paulay Ede és Újházi Ede.
Latabár a direktori megbízatásokat pályázat útján nyerte el, amelyekben mindkét fél feladatait aprólékosan részletezték. Az egyik – 1860-as –koncesszió szövege például így kezdődik: „A miskolci társulatigazgató választmánya bérbe adja a miskolci színházat t. Latabár Endre színigazgató úrnak, 1860. octóber hó 1-ső napjától 1863. évi virágvasárnapjáig. A bérlő tartozik minden év octóber hó 1-től virágvasárnapig egy, a vidéken mostani fogalmak szerint elsőrendű oly színtársulatot állítani elő, mely kellő számú és minőségű személyzettel bírjon, s drámai és népszínműi előadásokra minősítve legyen.” Előírták a társulat összetételét: nők: tragika, szende, népszínmű énekes, comika, dáma; férfiak: szerelmes, hős, társalgó, 1ső szépfiú, cselszövő, 2ik szépfiú, 1ső apa, 2ik apa, bonviván; segédszínésznők és kardalnoknők; segédszínészek és kardalnokok.
A társulatnak huszonegy színésze volt, köztük Latabárné Török Mária is, aki azon felül, hogy játszott a színházban, a társulatra még főzött is. A rendező és karmester Latabár volt, de a rendezésbe besegített neki Kecskés Károly is. A társulat előadásain rendszeresen felléptek más, országos rangú színészek is (például Egressy Gábor, aki Brankovics Györgyöt és a Hamletet is eljátszotta). A társulat havonta 18–21 előadást tartott, a repertoár a Marót bántól és az Egy pohár víztől a Brankovics György című szomorújátékig terjedt, de számos operát is műsorra tűztek. Csak az első hónapban huszonegy mű került színre.

### Palágyi Lajos
A színház következő fontos személyisége Palágyi Lajos volt, aki 1907-től 1920-ig vezette a miskolci teátrumot. Palágyi eredetileg asztalossegéd volt, műkedvelő előadásokon szerepelt, majd az akadémián és Horváth Zoltán színésziskolájában tanulta ki a mesterséget. Schöpflin Aladár elismerően méltatta színészi alakításait. A miskolci színházat 31 évesen pályázta meg, eléggé szigorú feltételek mellett. Miskolc ekkor már – 1902 óta – a színikerület központja volt, ami azt jelentette, hogy Eger és Ungvár is ellátási területéhez tartozott. Katona Ferenc színháztörténész ezt írta róla: „Palágyi egyéniségében szerencsésen ötvöződött az átélt művészi alakításhoz szükséges alázat, s a vezetéshez nélkülözhetetlen határozottság és céltudatosság. Műveltségének, lényeglátó képességének mindkét minőségben hasznát vette. Vagyoni helyzete pedig módot adott arra, hogy magas színvonalú művészi programmal induljon…” Palágyi hosszú időre jó színházat teremtett, ő is sokat játszott. Műsorukon szerepelt a Hamlet, az Othello, A kaméliás hölgy, játszották Schiller és Ibsen műveit, sok nívós produkciójuk volt. Sikeres működésének a Tanácsköztársaság utáni, ellene indult támadások vetettek véget. A városnak azonban szüksége volt a jól működő társulatra, ezért helyette – átmenetileg – feleségét, Palágyiné Menszáros Margitot bízták meg a színház vezetésével. Közben ugyanis, 1913-ban, a város kezelésébe került a színház.

### A Sebestyén direkció

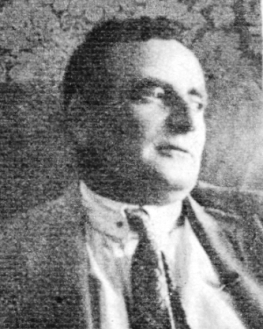
Sebestyén Géza

Új korszak következett a színház életében 1921-ben, amikor Sebestyén Géza hozta Miskolcra társulatát. A Sebestyén-korszak – Gézát 1926-ban öccse, Sebestyén Mihály követte az igazgatói székben – 1921-től 1939-ig tartott, amit a színháztörténészek a miskolci színház legeredményesebb időszakának tartanak. Sebestyén Géza miskolci direktorsága idején megtartotta a Budai Színkör vezetését is, ezáltal a hazai színészek legjava állhatott rendelkezésére a két színházban. A két Sebestyén színházi vállalkozásában („Sebestyén direkció”) egyébként tizenkét színházat tartott a kezében, többek között a Budai Várszínházat, a Fővárosi Operettszínházat, a temesvári „Ferenc József” Színházat, a Szolnoki Városi Színházat stb. A műsorrendet is összehangolták, így a miskolci plakátokon gyakran szerepelt a megjegyzés: „Pesttel egy időben”. Az egyidejűségnek más vonzata is volt: az azonos díszlet, kosztüm stb. révén komoly összegeket takaríthattak meg. A „Sebestyén direkció” összehangolt tevékenysége révén rendszeresen felléptek neves fővárosi színészek is Miskolcon, például Beregi Oszkár, Fedák Sári, a Góth házaspár (Góth Sándor és Kertész Ella) és Ladányi Mihály, míg a miskolci társulatban szerezték meg népszerűségüket és elismertségüket például Mezey Mária és Bilicsi Tivadar. Műsorukon megjelent Móricz Zsigmond Légy jó mindhaláligja, Zilahy Lajos Zenebohócoka, majd az Édes Anna Kosztolányitól, de játszottak klasszikusokat is, mint például Shakespeare Rómeó és Júliáját, de a Pirandello-féle IV. Henrik is műsorra került. Sebestyén Mihály komoly operaciklust is elindított, amelynek keretében az első két évben száz operaelőadást tartottak – zsúfolt házak előtt. Egy szerződés értelmében a fővárosi Operában megfordult világhírű operaénekesek nagy része fellépett Miskolcon is, például Leo Slezak, Richard Tauber, Georgij Baklanov, Kiva Tejko (Teiko Kiwa), Németh Mária és Sándor Erzsi. A színház rendezői – többek között – Szendrő József és Szentiványi Béla voltak. A Sebestyén-érának a zsidótörvények életbe lépése vetett véget (a második zsidótörvény értelmében zsidó ember nem tölthetett be színházakban olyan állást, ami befolyással volt az adott színház szellemi irányvonalára). Sebestyén Mihály 1939. május 31-én, tizennyolc éves működésük után,Sebestyén Géza emlékünnepséggel vett búcsút Miskolc közönségétől.

### Földessy Géza
A következő fontos színházi direktor Földessy Géza volt (a 20-as évek közepén már játszott Miskolcon), aki 1941-től – névleg – 1949-ig állt a színház élén. Azért névleg, mert 1947-ben – elfogadva egy párizsi ösztöndíjat – Franciaországba utazott (gyakorlatilag disszidált), s a színház vezetését itthon hagyott felesége, Komlós Juci vitte tovább. Közben, a háborús időszak utáni rendezetlen helyzetet kihasználva, 1945-ben, Árvay Bléd Gusztáv is működtetett egy társulatot a színházépületben. Földessy évadonként ötven bemutatót tartott, a zenés darabok mellett magyar és külföldi klasszikusokat játszottak. A társulat kedvence a fiatal és sugárzó Komlós Juci volt, de itt vált a szegedi színházkóristából sokoldalú színésszé Bessenyei Ferenc, itt kezdte pályafutását Pécsi Sándor és a miskolciak későbbi nagy kedvence, Fehér Tibor (Pufi) is. Vendégként szívesen szerepelt itt Major Tamás, Gobbi Hilda és még sokan mások.
1949-ben államosították a színházakat, a miskolci élére Májercsik Rezső diósgyőri munkáskádert nevezték ki. A társulat viszont remek volt: Agárdy Gábor, Beszterczey Pál, Bicskei Károly, Géczy Dorottya, Jancsó Adrienne, Máthé Erzsi, Siménfalvy Lajos és a Szabó Sándor–Bárczy Kató házaspár játszottak. A közönség megszerette a színészeket, így még azt is elnézték, hogy – a megváltozott politikai viszonyok következményeként – szovjet darabocskák sorát kellett megnézniük. Ebben az időben a díszleteket gyakran Agárdy Gábor tervezte.

### Csiszár Imre
1979-ben Csiszár Imre lett a színház főrendezője. Csiszár már 1976-ban megfordult Miskolcon a diplomarendezésével: Brecht Kaukázusi krétakör című darabját állította színpadra. 1980-ban Gyarmati Béla lett a színház az igazgatója, és mellette – az azonos művészi hitvallás eredményeként – Csiszár szinte szabad kezet kapott. A meglévő miskolci magra építve alkotó társulatot toborzott a városba, és országos szinten kiemelkedő színházat hozott létre Miskolcon. Ekkor került a miskolci társulatba Tímár Éva, Blaskó Péter, Polgár Géza, Dégi István, Gáspár Tibor, Igó Éva, Szirtes Gábor, Sándor Erzsi, Kuna Károly, Molnár Zsuzsa, Mihályi Győző, Bregyán Péter, Ujlaki Dénes és mások. A megújuló műsorterv darabjait Csiszár mellett Szőke István, Hegyi Árpád Jutocsa és Orosz György rendezte. Mellettük számos meghívott rendező is közreműködött, a legfontosabb az akkor már minden pozíció nélküli Major Tamás volt, aki a rendezés mellett játszott is, és jelenlétével sokat segített a színháznak. A Csiszár-éra 1988-ig tartott, és ezalatt számos országos közfigyelmet kiváltó előadás valósult meg Miskolcon. Csiszár rendezte az egyik első sikert, Shakespeare Lear királyát, Major Tamással a címszerepben. Nagy siker volt a Tribádok éjszakája is, Per Olov Enquist műve, szintén Csiszár rendezésében. Hegyi Árpád Jutocsa rendezésében Szép Ernő Lila ákáca országos eseménynek számított. Figyelemre méltó stúdiószínházi előadás volt Frank Wedekind Lulu című drámája, amelynek egyik főszerepét Hobo játszotta. Az egyik legemlékezetesebb siker a Szikora János rendezte Rómeó és Júlia volt. Érdekességként említhető meg a némi vihart kiváltó Csárdáskirálynő előadás, amelyet Jancsó Miklós rendezett Hernádi Gyula új szövegkönyve alapján. Csiszár Imrének akár színházi programként is felfogható rendezése volt a Most mind együtt!, Peter Buckman drámája. Rendezéseire általában véve az volt a jellemző, hogy „egyetlen nagy gesztusra épülnek, amely erejénél fogva képes az egész darabot egy központi gondolat köré szervezni. Ezt a gondolatot formálja színpadi látomássá a rendező és a társulata. Ebben a munkában minden fogaskerék egyformán fontos. A díszlet, a jelmezek, a zene, a színészi játék. De mindent egyetlen akarat, a rendező akarata irányít. Csiszár munkái a totális rendezői színház megvalósításának példái.”

### Hegyi Árpád Jutocsa

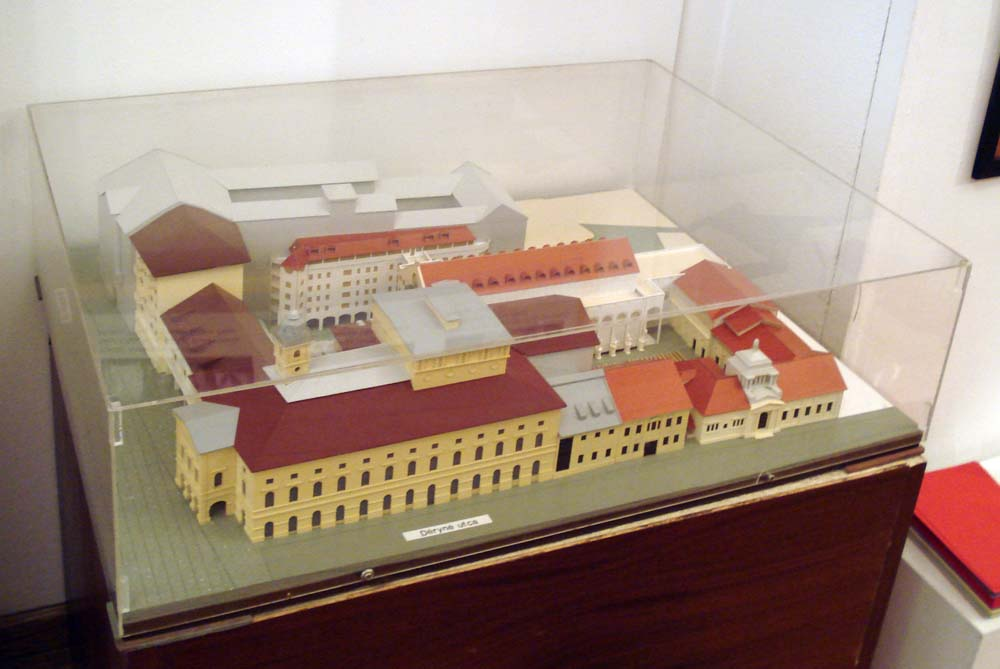
A színház rekonstrukciós makettje

Hegyi Árpád Jutocsa direktorsága és főrendezősége (1992–2002) idején valósult meg a színház nagyrekonstrukciója. Az átalakítás új koncepció alapján valósult meg több lépcsőben, amelynek eredményeként a színház alapterülete kétszeresére nőtt, hogy létrejöhessen a tervezett háromtagozatú színház (próza, zene, balett), illetve megvalósulhasson egy megfelelő fesztiválhely. A munkálatok 1991-től 1996-ig tartottak, a nagyszínházon kívül még négy játszóhelyet alakítottak ki (Csarnok, Játékszín, Kamaraszínház, Nyári színház), és a színházi épületkomplexumhoz kapcsolódik a Színháztörténeti és Színészmúzeum is. A megváltozott körülmények tették lehetővé a Miskolci Nemzetközi Operafesztivál megvalósítását, amelynek Hegyi Árpád Jutocsa és Müller Péter Sziámi volt az ötletgazdája.
Hegyi idején valósult meg a színház civil szponzorálásának új formája, a „páholy rendszer”. Ennek keretében cégek, magánszemélyek jelképesen megvesznek egy páholyt, ülést, és nevüket feltüntetik az ülésen. Évente egyszer Páholy Partit rendeznek számukra, amelyen a szezon egyik sikerdarabját adják elő, utána pedig hangulatos fogadást rendeznek a színművészek és díszvendégek részvételével (az első Páholy Parti díszvendége Göncz Árpád köztársasági elnök volt). A rendszer megalapítása után eredményesen működött.

## Néhány jelentős személyiség
A Miskolci Nemzeti Színházban számos nagy egyéniség, színész, rendező fordult meg, játszott hosszabb-rövidebb ideig. Vannak közöttük olyanok, akik itt kezdték pályájukat, és ezt követően lettek országosan ismert művészekké; vannak olyanok, akiket a színészi pályasors vezetett rövid időre Miskolcra, és vannak olyanok is akik gyakorlatilag a városban töltötték el színészéletüket, itt váltak a helyi közönség kedvenceivé.
- Déryné Széppataki Róza (1793–1872). Déryné 1815-ben érkezett először Miskolcra a Benke-féle színtársulattal, és 1819-ig játszott itt. Ezt követően országszerte játszott, mindenütt a közönség kedvence volt. 1847-ben visszavonult a színészettől, és férjével élt Diósgyőrben. Annak halála után Miskolcon, a Hunyadi utcában lakott húgával, Kilényiné Széppataki Johannával. Mindkettőjük sírja a Szent Anna-temetőben van. Déryné emlékét utca, a színházudvarban álló bronzszobor, lakóházain emléktáblák őrzik Miskolcon.[21]

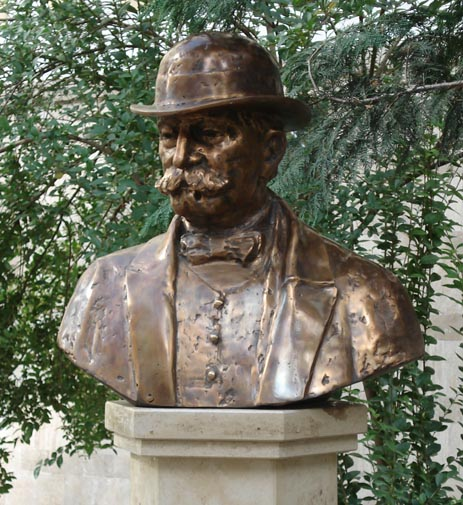
Latabár Endre szobra a színházudvarban

- Latabár Endre (1811–1837). A Latabár család Miskolchoz kötődése 1857-ben kezdődött, Latabár Endre ebben az évben, szeptember 3-án nyitotta meg társulatának előadásával az újjáépített miskolci színházat, ahol kisebb-nagyobb kihagyásokkal 1861-ig működött. Játszott, rendezett, igazgatott, műfordított. Felesége, Török Mária szintén színésznő volt. A Latabár dinasztia színészmesterségét Latabár Kálmán Árpád, id. Latabár Árpád, majd ifj. Latabár Árpád és Latabár Kálmán folytatta, és Miskolcon játszik a család hatodik generációjának tagja, legifjabb Latabár Árpád. A Latabár család kriptája az Avasi temetőben található, Latabár Endre nevét utca őrzi, és márvány- és bronzszobor is készült róla.[22]
- Benke József (1781–1855) és Laborfalvi Róza (1817–1886). Benke József 1804-ben választotta a színészmesterséget, és 1815-ben jött Miskolcra. Kora egyik legműveltebb színészének számított, öt nyelven beszélt, drámaírással és fordítással is foglalkozott. 1836-ban leányiskolát alapított Miskolcon, amelynek az igazgatója volt. Déryné, azaz Schenbach Rozála az ő javaslatára változtatta meg a nevét Széppataki Rózára. Az ő lánya Benke Judit, azaz művésznevén Laborfalvi Róza, aki a magyar színészet egyik legnagyobb alakja lett. Miskolcon először 1843-ban lépett színpadra. Már Jókai Mór feleségeként, 1857-ben az ő vendégjátékával (és Jókai beszédével) nyitotta meg kapuit a Miskolci Nemzeti Színház.[23][24]
- Telepi György (1794–1885). Rendkívül sokoldalú művész, színész, festőművész, díszlettervező, színházi technikus, drámaíró és fordító volt. Mindemellett Diósgyőr, később Tibolddaróc bírójaként is tevékenykedett. A miskolci színház gépészete az ő munkája alapján készült, remek díszleteket tervezett és festett, színpadtechnikai újításokat vezetett be és színészkomikusként is fellépett. Közreműködött Jókai tardi bújtatásában a szabadságharc után.[25]
- Doleschall Gabriella (1840–1923). Műkedvelő színésznő volt, ezen a téren mégis igen jelentős egyéniségnek számított. Xántus János felesége volt, Rákosi Szidi, Prielle Kornélia és a Kossuth család baráti társaságához tartozott. A színházi élet a miskolci színház 1857-es megnyitóján bűvölte el, és 17 évesen lépett először színpadra Teleky Zsófia, Vay Béla feleségének műkedvelő előadásán. Ezt követően a színházban is fellépett. Apja, Doleschall Gábor Görgei Artúr tábori orvosa, majd megyei tisztifőorvos volt, Latabár Endre a karjai között hunyt el.[26]
- Bilicsi Tivadar (1901–1981). Bilicsi eredetileg Grawatsch néven született. 1920 és 1922, majd 1929 és 1931 között volt a miskolci teátrum tagja. Amikor a színpad hátsó részéből lassan előre került, azaz kóristából színésszé lett, Sebestyén Géza direktor javasolta neki a névváltoztatást.[27]
- Mezey Mária (1909–1983). Színi tanulmányai befejezése után, 1931-ben Miskolcon kezdte a pályáját, Sebestyén Mihály remek erőket (Neményi Lili, Sulyok Mária, Kiss Manyi, Ladányi Ferenc, Rajz János, Szendrő József stb.) felsorakoztató társulatában. Visszaemlékezve az itteni időszakra így nyilatkozott: „…nekem a miskolci színház a színész szülőhazám. Ott lettem színész, ott tanultam meg a színészetet… Nekem a legboldogabb két évem talán ott, Miskolcon volt…”.[28]
- Latinovits Zoltán (1931–1976) és Ruttkai Éva (1927–1986). Latinovits és Ruttkay a magyar színháztörténet hatalmas alakjai voltak. A sors Miskolcon hozta össze őket egymással. Ruttkai Ottó, a színésznő bátyja Miskolcon volt színházigazgató, és 1960-ban vendégszereplésre hívta húgát. Egyetlen délelőtti próba után játszották el az Ilyen nagy szerelem című darabot, Latinovits és Ruttkai Éva főszereplésével. A szerepből valóság lett.[29]
- Nagy Attila (1933–1992). A főiskola elvégzése után, 1955-ben került Miskolcra. Mindössze kilenc darabban játszott, kisebb szerepeket. 1956-ban azonban tevékenyen részt vett a forradalom helyi eseményeiben, Nemzeti dalt szavalt és a munkástanács elnöke volt. Börtönbe került, és csak 1961-ben szabadult. A színházudvarban szobrot állítottak az emlékére.[30]
- Fehér Tibor (1921–1984). 1938-ban Aradon kezdte a pályát, 1947-ben érkezett Miskolcra. Táncoskomikus, buffó szerepekben lett hamar népszerű, a közönség szeretetteljesen Fehér Pufinak becézte. Pályafutása második felében drámai és karakterszerepeket is játszott. Gyakran szerepelt együtt feleségével, a szintén rendkívül népszerű Komlóssy Terivel. A Szentpéteri kapui temetőben nyugszik, a várostól kapott díszsírhelyben.[31][32]
- Tímár Éva (1940–). A Miskolci Nemzeti Színház egyik aranykoraként jellemzett Csiszár-féle társulat tagja, és az időszak vezető miskolci színésznője volt 1979 és 1988 között. Emlékezetes előadások főszerepei fűződnek a nevéhez: Brecht A szecsuáni jólélek, Enquist A Tribádok éjszakája, Ibsen: Peer Gynt, Csehov Cseresznyéskert stb.[33]
- Varga Gyula (1930–2010). 1954-ben végzett a Főiskolán, és 1959-ben szerződött Miskolcra. Táncoskomikusként lett a város kedvence, de évek múltán karakter- és drámai szerepekben is emlékezeteset alakított. Utoljára 2002-ben lépett fel a Kakukkfészekben (Ken Kesey).[34]

## Amatőr színjátszás
A műkedvelő színjátszás gyökerei, a hivatásos színjátszás történetétől elválaszthatatlanul, a 19–20. század fordulójáig nyúlik vissza. Mindazonáltal már a 18. századból is maradtak feljegyzések egy diákszínház működéséről, amely a minoriták iskolája diákjaiból alakult. Első előadásukat 1753-ban tartották, és ezután 1778-ig évente kétszer is felléptek Miskolcon és a környéken. Ezt követően az amatőr mozgalmat a polgárosodó miskolci társadalom igénye – egyfelől a kultúra, a művelődés iránti igény fokozódása, másrészt a színjátszásban megnyilvánuló önkifejezési vágy – hívta életre és tartotta fenn. A hivatásos színház árnyékában, azt másolva, attól tanulva jöttek létre az első amatőr csoportok. Így jött létre például a diósgyőr-vasgyári Vasas Jószerencse Dal- és Önképzőkör 1887-ben. Az ekkor már szintén működő iskolai színjátszó–önképző köröket ebben az értelemben nem kell számításba venni zártságuk és alig folyamatos működésük miatt.
Sajátos tény, hogy az amatőr színjátszás miskolci története, szinte az egész 20. század, egyetlen ember befolyása alatt fejlődött. Szép László 1935–36-ban, 13 évesen került a Vasas Jószerencse Önképzőkörhöz, eleinte mindenesként, de rövidesen már játszott is, mi több, 16 évesen már rendezett is. Tehetséges ember volt, középiskolás korában Földessy Géza színházában is játszott külsősként. 1945. december 25-én, lélegzetvételnyivel a háború befejezése után, műkedvelő csoportjával bemutatta a János vitézt, Kacsóh Pongrác daljátékát. Később játszották Szigligeti Liliomfiját és Csokonai Özvegy Karnyónéját is. Egy idő után megvált a Vasasoktól, és – főleg fiatalokból – megalakította a Munkás Kultur Szövetséget. Színvonalas repertoárt állított össze, Katona Józseftől, Tamási Árontól, Móricz Zsigmondtól, Molière-től játszottak. Észlelve a képzettségben megnyilvánuló hiányosságokat, Sztanyiszlavszkij Stúdió néven művészeti stúdiót nyitott, ahol képzett szakemberek oktatták a szakma alapjait. Növendékei közül tizenkilencet vettek fel a Színház- és Filmművészeti Főiskolára. Mindezek mellett gyakran játszott a színházban is, Básti Lajos, Darvas Iván, Koncz Gábor, Latinovits Zoltán voltak a partnerei a színpadon. A Vasas Jószerencse Dal- és Önképzőkör közben többször is átalakult: Vasas Pódium, az LKM Munkásszínháza, Vasas Színpad, Pécsi Sándor Színpad neveken működtek. Szép László 2002-ben Déryné-díjat kapott Miskolc városától.
Az 1960–70-es években nagy pezsgés indult meg a miskolci amatőr színjátszásban. A vasgyáriakon kívül több jelentős műhely jött létre. Ilyen volt például a hagyományos színjátszást művelő Csortos Gyula Színpad, az új utakat kereső Manézs Színház, ugyanakkor jelentős eredményeket felmutató „iskolai” színjátszó körök is alakultak, például a Nehézipari Műszaki Egyetemen, a Bláthy Ottó Villamosipari Technikumban, az Eötvös József Szakmunkásképzőben, de máshol is. A műhelyek ismerték egymás munkáját, sőt a Manézs egyik alapítója, Koncz Károly és Szép László együtt is játszottak a Csortos Gyula Színpadon. A miskolci Manézs Színház a 70-es évek egyik legjobb amatőr együttese volt. Nehéz darabokat tűztek műsorukra, 1971-ben A négerek imáját, 1972-ben a Végtisztességet, 1973-ban Az apostolt – mind többszörös fesztiválgyőztes produkciók voltak. Ebből a tehetséges társaságból került ki például Gőz István, aki két évtizedig Kaposváron volt színész, ma szabadúszó, valamint Cselényi Nóra, aki szintén kaposvári színész és jelmeztervező lett.
Az 1980-as években – a megváltozott társadalmi körülmények miatt – csökkenőben volt az érdeklődés az amatőr színjátszás iránt, a mozgalom jelentős átalakuláson ment keresztül. Egyrészt sok csoport feloszlott (1986-ban már csak három kör működött Miskolcon: a Pécsi Sándor Színpad, a Csortos Gyula Színpad, a Miskolci Amatőr Színpad – mind Szép László irányításával), átadták a helyüket a diákszínjátszó csoportoknak, másrészt a csoportok inkább a líra, a vers- és prózamondás felé tolódtak.
A Pécsi Sándor Színpad 1988-ban átalakult: Pécsi Sándor Guruló Színház lett a neve, ezzel párhuzamosan a repertoárjuk is módosult. Gyurkó Lászlót, Mrożeket, Kertész Ákost játszottak. Sokat jártak vidékre, kicsiny falvakba, évente 70–90 előadást tartottak. Ebből a csoportból indult a színészi pályára – többek között – Mihályi Győző, László Zsolt, Makranczi Zalán, Derecskei Zsolt, Viczián Ottó, Kszel Attila és Dányi Krisztián,. A későbbiekben az iskolai irodalom darabjai kerültek előtérbe (Koldus és királyfi,A kis herceg, Mario és a varázsló stb.), majd az 1990-es évektől sok musicalt is játszottak (Oliver, A dzsungel könyve, A muzsika hangja, A padlás). 2000-től a Guruló Színházat már a fiatal Kriston Ákos irányította Szép László mellett, akinek sikeres szakmai munkáját mestere, majd később saját korai halála (2005. május 11.) szakította félbe. Kriston Ákos rendezései: Molnár Ferenc–Szaxon Csaba: A Pál utcai fiúk, Csehov: Leánykérés, TUR-MIX/Együtt a kábítószer ellen, Micimackó, utolsó munkája a Képzelt riport egy amerikai popfesztiválról. A főleg középiskolás és egyetemista fiatalokból álló társulat az utóbbi években Kajati István vezetésével működött. A nagy múltú ifjúsági színház 2012-ben megszűnni kényszerült.
A miskolci amatőr színjátszás az ezredforduló táján ismét erőteljes fejlődésnek indult, új csoportok jöttek létre. 
A Miskolci Musical- és dalszínház (művészeti vezetőjük Kriston Milán) népszerű előadásait több mint harminc fős társulat hozza létre, műsorukon szerepel például a Hair és a Vuk rock-musical, A Pál utcai fiúk, a Kötelezők röviden című rendhagyó zenés irodalomóra, a Zenés Kávéházi Esték, de más zenés összeállításokkal is fellépnek.
Az Egyetemisták Miskolci Amatőr Színjátszó Köre – az „Egy Maszk” drámaműhely – a Miskolci Egyetem hallgatóiból jött létre. A 10–15 fős, jórészt állandó összetételű társulat szakmaiságról az Északkelet-magyarországi Regionális Versmondó Egyesület, a Magyar Versmondók Egyesületének tagszervezete gondoskodik, helyet az Uni-Hotel diákotthon ad számukra. Működésükre jellemző, hogy nem kizárólag célként tekintenek az előadó-művészetre, hanem legalább annyira eszközként is: a drámapedagógiával a problémamegoldó képességet kívánják erősíteni. A szakmai igazgató Fandl Ferenc, a miskolci színház színművésze, de mégsem „egyirányításúak”, a szakmai-művészi munkát – mások mellett – Bartók László előadóművész, Huzella Péter Kossuth-díjas zeneszerző, Lukács Gábor színművész, Molnár Anna színművész, Müller Péter Sziámi előadóművész-rendező, Pataki András rendező, Seres Ildikó színművész, Vass Tibor József Attila-díjas költő segíti. Sajátos felfogású, hangulatú bemutatóik voltak: Tükör a tükörben, Shakespeare Szentivánéji álom, tartottak Kondor Béla-emlékestet, 1956-os előadóestet, Bolyai-emlékműsort, s műsoraikat szerte az országban is bemutatják.
A Romano Teatro színjátszó csoportot Szegedi Dezső Jászai Mari-díjas, a Miskolci Nemzeti Színház roma származású vezető színésze hozta létre 2005-ben, a társulat vezetője Horváth Zsolt. A cél egy, az előadó-művészethez, színházi játékhoz kedvet érző és tehetséget mutató roma társulat kialakítása volt, de a csoportnak nem roma tagjai is vannak. Műsorukon megtalálható az Antigone rockmusical változata, a La Mancha lovagja, az Átok és szerelem és a Legendák leszármazottai musicalek, a Csendesek a hajnalok című dráma. Terveik között szerepel egy színitanoda indítása is, Szegedi Dezső vezetésével. A diósgyőri várban évente ismétlődő fesztivált rendeznek, amelyen más társulatok is részt vesznek. Munkájukat 2009-ben Miskolc városa nívódíjjal ismerte el.